# 1742
1742. је била проста година.

## Догађаји

### Мај
- 17. мај — Битка код Хотусице

## Рођења

### Август
- 16. децембар —Гебхард Леберехт фон Блихер, пруски фелдмаршал

## Смрти

### Јануар
- 14. јануар — Едмунд Халеј, енглески астроном, математичар, метеоролог и физичар